# John Stuart Mill
John Stuart Mill (sinh ngày 20 tháng 5 năm 1806 – mất ngày 8 tháng 5 năm 1873), thường được viết dưới tên J. S. Mill, là nhà triết học, kinh tế chính trị và là công chức người Anh. Là một trong những nhà tư tưởng gây ảnh hưởng nhất lịch sử chủ nghĩa tự do, ông đóng góp trong nhiều lĩnh vực như lí thuyết xã hội, lý thuyết chính trị, và kinh tế chính trị. Mill được coi là "Nhà triết học Anh ngữ lớn nhất thế kỉ 19", Tư tưởng của ông về tự do bảo vệ cho quyền tự do cá nhân đối lập với mô hình nhà nước vô hạn và kiểm soát xã hội.
Mill đề cao chủ nghĩa công lợi, một lí thuyết đạo đức được phát triển bởi triết gia tiền nhiệm Jeremy Bentham. Ông cũng tham gia nghiên cứu phương pháp luận khoa học, dù kiến thức của ông về lĩnh vực này dựa trên tác phẩm của những người khác, đặc biệt là William Whewell, John Herschel, và Auguste Comte, và các nghiên cứu được thực hiện bởi Alexander Bain. Mill tham gia bút chiến với Whewell.
Là thành viên của Đảng Tự do, Mill cũng là thành viên thứ 2 của Quốc hội Anh kêu gọi cho quyền bầu cử của Phụ nữ sau Henry Hunt vào năm 1832.

## Tiểu sử
John Stuart Mill sinh ra tại số nhà 13 Đường Rodney Pentonville, Middlesex, là con trai cả của nhà kinh tế, lịch sử và triết học người Scotland, James Mill, với bà Harriet Burrow. John Stuart được cha trực tiếp dạy dỗ, cùng sự hỗ trợ và góp ý của Jeremy Bentham và Francis Place. Ông được giáo dục cực kỳ nghiêm khắc, không được giao tiếp với những đứa trẻ cùng trang lứa, ngoại trừ anh em trong nhà. Cha ông, một học trò của Bentham và là hội viên chủ nghĩa đoàn hội, cố ý nhắm đến việc tạo ra 1 thiên tài trí tuệ có khả năng dẫn dắt chủ nghĩa công lợi và phát triển nó sau khi ông và Bentham mất đi.
Mill là một đứa trẻ có thiên bẩm nổi bật. Ông tự mô tả việc học của mình trong tự truyện. Lúc lên 3, ông được dạy tiếng Hy Lạp. Khi 8 tuổi, ông đã đọc Aesop's Fables, Xenophon's Anabasis, và toàn bộ các tác phẩm Herodotus, được làm quen với Lucian, Diogenes Laërtius, Isocrates và 6 bài luận của Plato. Ông cũng được học rất nhiều về lịch sử Anh Quốc và được dạy số học, vật lý và thiên văn học.
Từ khi 8 tuổi, Mill bắt đầu học tiếng Latin, các công trình của Euclid, và đại số, và có trách nhiệm dạy học cho các em của mình. Dù vẫn tập trung nghiên cứu lịch sử, ông đã học hết các tác phẩm phổ biến của các tác gia trong tiếng Latin và tiếng Hy Lạp cổ và dễ dàng đọc các tác phẩm của Plato và Demosthenes từ khi 10 tuổi. Ngoài ra, cha ông cho rằng Mill cần học và tập làm thơ. Một trong những bài thơ đầu tiên của Mill là viết tiếp Sử thi Iliad. Lúc rảnh rỗi, ông ham thích khoa học tự nhiên và văn học phổ thông, như Don Quixote và Robinson Crusoe.
Tác phẩm của cha ông, The History of British India được xuất bản năm 1818; ngay sau đó, khi mới 12 tuổi, Mill bắt đầu nghiên cứu sâu về logic học thuật qua các tác phẩm phương pháp luận gốc của Aristotle. Năm 13 tuổi, ông bắt đầu học kinh tế chính trị và nghiên cứu Adam Smith, David Ricardo cùng cha, dẫn tới sự hoàn thiện quan điểm kinh tế chính trị của họ về các yếu tố sản xuất. Những ghi chép bài học hàng ngày của Mill đã giúp cha ông hoàn thiện cuốn Elements of Political Economy năm 1821, cuốn sách ca ngợi những ý tưởng kinh tế trường phái Ricardian; tuy vậy, cuốn sách không được đón nhận rộng rãi. Ricardo, bạn thân của cha ông, thường mời Mill đến chơi nhà để nói chuyện về kinh tế chính trị.
Năm 14 tuổi, Mill dành trọn 1 năm tại Pháp ở với gia đình ông Samuel Bentham, anh trai của Jeremy Bentham. Khung cảnh hùng vĩ nơi đây khiến ông trọn đời ưa thích vùng núi. Phong cách thân thiện và vui vẻ của người Pháp đã để lại ấn tượng sâu sắc trong ông. Ở Montpellier, ông tham dự các khóa học mùa đông về Hóa học, Sinh vật học, Logic và toán cao cấp của Faculté des Sciences. Trong thời gian ở Pháp, ông cũng đến thăm nhà kinh tế học nổi tiếng Jean-Baptiste Say, một người bạn của cha ông. Ở đó, ông gặp rất nhiều lãnh đạo của Đảng Tự do và những người Paris nổi tiếng khác, như Henri Saint-Simon.
Mill từng trải qua nhiều tháng rầu rĩ và định tự tử năm 20 tuổi. Tại Chương V trong cuốn tự truyện của mình, ông băn khoăn rằng liệu việc tạo ra một xã hội công bằng, vốn là mục đích cuộc đời ông, sẽ thực sự làm ông hạnh phúc. Trong thâm tâm, ông tự biết câu trả lời là "không", và tất yếu là ông đánh mất sự hứng khởi khi theo đuổi mục tiêu này. Sau đó, tình cờ, bài thơ của William Wordsworth giúp ông hiểu rằng vẻ đẹp tạo nên sự đồng cảm và mang lại niềm vui. 
```
John Stuart Mill's Mental Breakdown, Victorian Unconversions, and Romantic Poetry
 Với niềm vui mới, ông tiếp tục làm việc hướng về một xã hội công bình với một tâm trạng phấn khởi hơn. Ông coi đây là 1 trong những thay đổi lớn nhất trong tư duy của mình. Thực tế, rất nhiều khác biệt giữa ông và cha bắt đầu từ sự thay đổi này.
```

Từ khi gặp gỡ vào Tháng 11 năm 1841, Mill thường xuyên trao đổi với Auguste Comte, người sáng lập chủ nghĩa thực chứng và xã hội học. Xã hội học của Comte gần với triết học khoa học hơn ngày nay, nhưng triết lý lạc quan đó đã giúp Mill từ bỏ chủ nghĩa Benham.
Do việc bất tuân theo Điều khoản 39 của Giáo hội Anh Quốc, Mill không được dự học tại Đại học Oxford và Đại học Cambridge. Ông theo cha làm việc tại Công ty Đông Ấn, và nhập học tại trường University College, London. Tại đây, ông được học với John Austin, giáo sư Pháp luật đầu tiên. Ông được bầu là Thành viên danh dự Người nước ngoài của Viện hàn lâm Khoa học và Nghệ thuật Hoa Kỳ năm 1856.
Sự nghiệp quản trị thuộc địa ở Công ty Đông Ấn của Mill kéo dài từ năm 17 tuổi (1823 – 1858) cho đến khi công ty này bị giải thể khi Nữ hoàng Anh trực tiếp quản lý Ấn Độ thay vì Quốc Hội.. Năm 1836, ông làm việc tại Ban Chính trị của Công ty, chịu trách nhiệm liên lạc giữa các bên với Nữ hoàng rồi được thăng chức làm Trưởng ban kiểm soát Liên lạc năm 1856. Trong Bàn về tự do, A Few Words on Non-Intervention, và các tác phẩm khác, Mill bảo vệ nền quân chủ Anh Quốc với biện luận rằng có sự khác biệt cơ bản giữa người văn minh và người man di. Mill coi những quốc gia như Ấn Độ và Trung Hoa là đã từng tiến bộ, nhưng đang trì trệ và man di, nên cần đến sự cai trị nhân từ của Anh Quốc, "vì sự phát triển của người man di." Khi Nữ hoàng tiếp nhận quyền cai trị trực tiếp Ấn Độ, ông được giao nhiệm vụ bảo vệ luật của Công ty ở Ấn Độ, viết nên Bản ghi nhớ các cải thiện trong quản lý Ấn Độ 30 năm cuối, cùng những văn bản khác. Ông được mời giữ chức trong Ban Điều hành Ấn Độ, cơ quan được tạo ra để hỗ trợ Tổng Đốc Ấn Độ nhưng ông đã từ chối để phản đối hệ thống luật lệ mới.
Năm 1851, Mill kết hôn với Harriet Taylor, kết quả của 1 tình bạn thân 21 năm. Taylor đã kết hôn khi 2 người gặp nhau và mối quan hệ giữa họ, dù thân thiết nhưng, được coi là trong sáng trước khi người chồng đầu tiền của Taylor qua đời. Nhận biết rõ những quyền của mình, Taylor gây ảnh hưởng không nhỏ tới những tác phẩm và tư tưởng của Mill cả khi họ còn là ban bè và sau khi kết hôn. Mối quan hệ của Mill với Taylor đã củng cố cho việc Mill vận động cho nữ quyền. Trong Bàn về Tự do, được xuất bản không lâu sau khi Taylor mất, Mill đã đề cập đến những ảnh hưởng của bà. Taylor mất năm 1858, chỉ 7 năm từ khi kết hôn với Mill do bị hen nặng.
Những năm 1865 đến 1868, Mill giữ chức Hiệu trưởng trường Đại học St. Andrews. Đồng thời, ông là Đại biểu hội đồng thành phố Westminster đại diện cho Đảng Tự do. Thời gian này, ông vận động cho các vấn đề của Ireland. Năm 1866, Mill là Nghị sĩ đầu tiên trong lịch sử kêu gọi quyền bỏ phiếu của phụ nữ và bảo vệ mạnh mẽ quyền này trước phiên tranh luận sau đó. Mill ủng hộ mạnh mẽ các thay đổi xã hội như thành lập công đoàn và hợp tác xã. Trong tác phẩm Considerations on Representative Government (Cân nhắc về tính đại diện của chính quyền), Mill kêu gọi nhiều cải cách trong Nghị viện và bầu cử, đặc biệt là Đại diện tỉ lệ, phiếu bầu chuyển đổi đơn, và mở rộng quyền bầu cử. Tháng 4 năm 1868, trong một cuộc tranh luận ở Commons, ông ủng hộ việc giữ lại hình phạt tử hình với các tội nghiêm trọng như giết người man rợ; ông gọi đó là mối quan tâm chung của đất nước.
Ông là cha đỡ đầu của triết gia Bertrand Russell.
Về tôn giáo, Mill là người bất khả tri và hoài nghi.
Mill mất năm 1873 vì chứng đan độc và được chôn cất tại Avignon, Pháp, cạnh vợ ông.

## Công trình

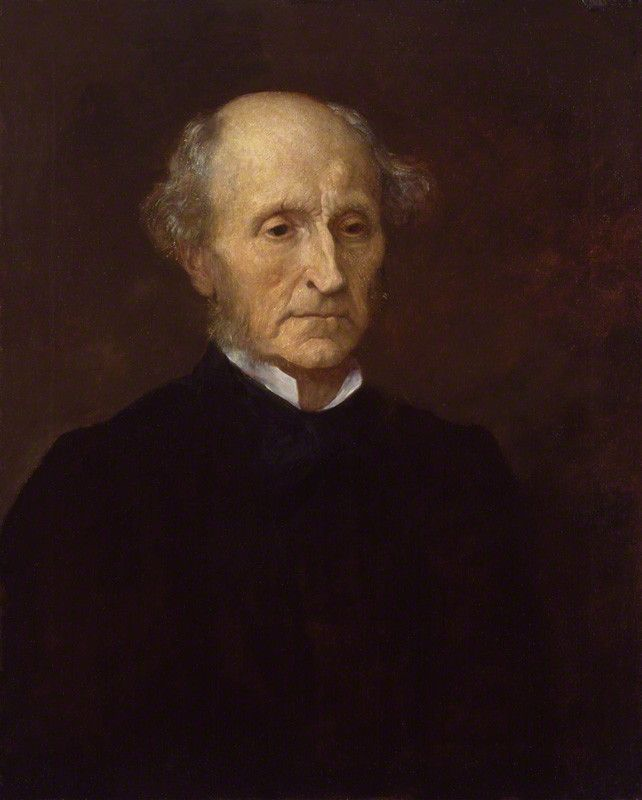
Chân dung của Mill vẽ bởi George Frederic Watts (1873)

### Một Hệ thống Logic
Mill tham gia tranh luận về phương pháp khoa học khi khi cuốn sách A Preliminary Discourse on the study of Natural Philosophy (Một bài diễn văn sơ bộ về nghiên cứu triết học tự nhiên) của John Herschel xuất bản. Cuốn sách kết hợp suy luận quy nạp từ điều đã biết đến điều chưa biết, khám phá các quy luật vật lí từ hiện tượng cụ thể và chứng thực các luật này qua kinh nghiệm. William Whewell mở rộng lí thuyết này qua các tác phẩm History of the Inductive Sciences, from the Earliest to the Present Time/ Lịch sử của khoa học quy nạp, từ sớm nhất đến thời hiện tại (1837) và The Philosophy of the Inductive Sciences, Founded Upon their History/ Triết lý của khoa học quy nạp, lịch sử của nó(1840) mô tả quy nạp là các khái niệm nhiều lớp của tư duy về thực tế. Các quy luật này là hiển nhiên mà không cần chứng minh thực tế. Mill phản bác điều này trong tác phẩm A System of Logic, Ratiocinative and Inductive, Being a Connected View of the Principles of Evidence, and the Methods of Scientific Investigation viết năm 1843. Theo các phương pháp quy nạp của Mill, giống với Herschel, quy luật được khám phá qua quan sát và quy nạp cần được chứng minh thực tế.

### Lý thuyết về tự do
Trong Bàn về tự do, Mill chỉ ra bản chất và những hạn chế của quyền lực được thực thi hợp pháp bởi cộng đồng đối với cá nhân. Dù vậy, Mill nói rõ ông không quan tâm tới tự do của mọi cá nhân hay mọi cộng đồng. Ông viết: "Chế độ độc tài là chế độ phù hợp để đối phó với những kẻ man rợ".
Mill cho rằng một người được phép tự làm hại bản thân nếu việc đó không ảnh hưởng đến người khác. Ông cũng chỉ rõ rằng cá nhân cần bị ngăn chặn gây ra những tổn hại lâu dài, nghiệm trọng với chính bản thân hoặc tài sản của họ theo nguyên tắc gây hại. Vì không ai cô độc một mình, tổn hại cho người này có thể gây tổn hại tới người khác, và phá hủy tài sản, gây tổn thất cho cả cá nhân và cộng đồng. Mill tha thứ cho những người "không thể tự chủ" như trẻ nhỏ hoặc người sống trong tình trạng "tụt hậu với xã hội".
Dù có vẻ rõ ràng, nguyên tắc này còn nhiều khiếm khuyết. Ví dụ, Mill chỉ ra cụ thể "tổn hại" bao gồm cả những hành vi bị sai khiến hay không cố ý. Do đó, việc không cứu được một đứa trẻ khỏi bị chết đuối, không trả tiền thuế hay không làm chứng tại tòa được coi là gây tổn hại. Theo Mill, mọi hành vi không cố ý như vậy có thể điều chỉnh. Ngược lại, hành vi không được coi là gây tổn hại nếu – loại trừ bị cưỡng ép hoặc lừa gạt – người bị ảnh hưởng chấp nhận rủi ro: nếu không có sự lừa dối, một người được phép giao công việc không an toàn cho người khác. (Mill đưa ra giới hạn cho việc chấp nhận: cộng đồng không cho phép cá nhân tự bán mình làm nô lệ). Kể cả trong những trường hợp khác, cần nhớ rằng những biện luận trong Bàn về tự do xây dựng trên nền tảng Thực dụng, không phải là quyền tự nhiên.
Câu hỏi về điều gì được coi là hành vi cá nhân và hành vi nào, cố ý hay vô ý, được coi là tổn hại cần điều chỉnh vẫn là thách thức cho những người nghiên cứu về Mill. Cần lưu ý rằng Mill không cho rằng xúc phạm là gây tổn hại; một hành vi không thể bị ngăn cấm chỉ vì nó vi phạm quy ước hay đạo đức của cộng đồng.
Bàn về tự do say mê bảo vệ quyền tự do ngôn luận. Mill cho rằng đối thoại tự do là điều kiện cần thiết cho sự phát triển trí tuệ và tiến bộ xã hội. Ông bàn rằng chúng ta không thể khẳng định một quan điểm bị trấn áp là không chứa sự thật. Ông cũng cho rằng việc cho phép người khác đưa quan điểm sai lệch là tốt, vì hai lí do. Thứ nhất, cá nhân có xu hướng từ bỏ những niềm tin sai trái nếu họ tham gia trao đổi cởi mở. Thứ hai, buộc những cá nhân khác phải tự kiểm tra và tự khẳng định niềm tin trong quá trình tranh luận, những niềm tin ấy sẽ không rơi vào độc đoán. Với Mill, một quan điểm không thể vô tình trở nên đúng; cá nhân phải hiểu vì sao niềm tin ấy đúng. Trong quá trình này, Mill viết: "lời lăng mạ vô lí mà bên mạnh hơn sử dụng sẽ thực sự ngăn cản người khác bộc lộ quan điểm đối lập và tước đi của chính họ quyền lắng nghe những người này".

John Stuart Mill and Helen Taylor. Helen là con gái của Harriet Taylor và đồng hành cùng Mill suốt 15 năm sau khi mẹ cô mất năm 1858.

#### Tự do xã hội và độc tài số đông
Mill tin rằng "cuộc đấu tranh giữa Tự do và Quyền lực là chức năng nổi bật nhất trong nhiều giai đoạn lịch sử". Ông cho rằng tự do truyền thống là "cuộc chiến… giữa các đối tượng, hoặc lớp đối tượng, với chính quyền"  Mill định nghĩa "tự do xã hội" là sự bảo vệ trước "sự độc tài của chính quyền". Ông đưa ra một số dạng độc tài khác nhau, gọi chung là độc tài xã hội, và độc tài số đông.
Tự do xã hội nghĩa là đặt ra những giới hạn đối với quyền lực của người cai trị để người ấy không thể tùy tiện ra quyết định làm tổn hại tới cộng đồng; nói cách khác, người dân cần có quyền có ý kiến đối với quyết định của nhà nước. Ông nói rằng tự do xã hội "là bản chất và những giới hạn quyền lực được cộng đồng thực hiện một cách hợp pháp đối với cá nhân". Người ta cố đạt được điều này theo hai cách: thứ nhất, đạt được sự thống nhất về một số quyền miễn trừ, gọi là quyền hoặc tự do chính trị; thứ hai, xây dựng một hệ thống "đối chiếu hiến pháp".
Tuy vậy, theo Mill, giới hạn quyền lực của nhà nước là chưa đủ. Xã hội có thể và đang thực hiện các nhiệm vụ của chính nó: nếu nó đưa ra ủy nhiệm sai hoặc bất kỳ ủy nhiệm nào về việc mà nó không phải can thiệp, nó sử dụng sự bạo ngược xã hội dữ dội hơn nhiều đàn áp chính trị, do vậy, dù ít khi được duy trì dựa trên những hình phạt khắc nghiệt, nó bao trùm rộng hơn, can thiệp sâu vào đời sống hơn, và nô lệ tình thần người dân." "

#### Tự Do
Ảnh hưởng từ Joseph Priestley và Josiah Warren, quan điểm của Mill về tự do là cá nhân cần được tự do làm những gì họ muốn trừ khi làm tổn hại người khác. Các cá nhân có đủ nhận thức để quyết định về đời sống của mình. Nhà nước chỉ can thiệp để bảo vệ cộng đồng. Mill giải thích:
Kết quả cuối cùng mà nhân loại (cá nhân hay tập thể) được đảm bảo trong việc can thiệp vào tự do hành động của bất kỳ người nào trong số họ, là để tự vệ. Mục đích duy nhất mà quyền lực được thực thi một cách chính đáng đối với bất kỳ thành viên xã hội văn minh nào, trái với ý muốn của anh ta, là để bảo vệ những người khác. Lòng tốt của mỗi người, dù hữu hình hay vô hình, đều không thể đảm bảo. Một người không thể bị buộc hoặc ngăn cản hành động vì điều đó tốt cho anh ta, hoặc làm anh ta hạnh phúc, hoặc, theo quan điểm của người khác, làm vậy là khôn ngoan hay đúng đắn…Những hành vi liên quan đến lợi ích của xã hội sẽ khiến người khác quan tâm, nhữngphần chỉ liên quan đến riêng anh ta, thì anh ta có toàn quyền tự quyết. Cá nhân có chủ quyền tối cao đối với bản thân anh ta, bao gồm cả cơ thể và trí não.

#### Tự do ngôn luận
Là người thúc đẩy mạnh mẽ cho tự do ngôn luận, Mill phản đối kiểm duyệt. Ông nói: "Tôi ưu tiên những trường hợp bất lợi nhất đối với tôi cả về thực tế và lợi ích. Đó là những lập luận phản đối tự do ngôn luận. Hãy để những ý kiến công kích niềm tin vào Chúa và tương lai, hoặc bất kỳ giáo lí đạo đức phổ biến nào. Nhưng tôi phải được phép quan sát điều đó có chắc là cái học thuyết (dù cho nó là gì) mà tôi gọi là giả thiết của sự không thể sai. Người khác có trách nhiệm trả lời câu hỏi đó, mà không cho phép họ biết phía đối nghịch nói thế nào. Tôi cũng tố cáo và khiển trách sự giả vờ này như thế nếu nó được đặt bên phía những cáo buộc nặng nề nhất về tôi. Dù vậy, lí lẽ của người khác có thuyết phục thế nào, không chỉ bằng lời mà cả những hậu quả nghiêm trọng, trừ (tạm chấp nhận những biểu đạt mà tôi lên án) những quan điểm vô đạo đức và sỉ nhục. – Nhưng nếu, tiếp nối những đánh giá riêng tư đó, dù được bảo vệ bởi đánh giá của cộng đồng trong nước hay đương thời, ai đó tấn công quan điểm bằng cách cấm biểu đạt, anh ta đang giả định không thể sai. Và nhất là với những giả thiết được coi là ít nguy hiểm hay ít đối nghịch hơn vì nó trái đạo đức hay trái tôn giáo, đây chính là trường hợp gây ra tổn hại lớn nhất."
Mill chỉ ra những lợi ích của việc tìm kiếm và khám phá sự thật là một cách để hiểu biết thêm. Ông biện luận rằng dù quan điểm có là sai, sự thật vẫn được hiểu kĩ hơn thông qua việc bác cỏ các lỗi sai. Hầu hết quan điểm đều không hoàn toàn đúng hoặc sai, ông chứng minh rằng tự do biểu đạt cho phép những quan điểm cạnh tranh với nhau để tìm ra một phần sự thật trong vô vàn các ý kiến... Lo ngại những quan điểm thiểu số sẽ bị đàn áp, Mill bảo vệ tự do ngôn luận trong chính trị, coi đó là thành phần cốt yếu mà một chính phủ đại diện phải có để thúc đẩy tranh luận về những chính sách công. Mill hùng hồn tuyên bố rằng tự do biểu đạt cho phép phát triển và nhận thức cá nhân. Tự do ngôn luận, với ông, là cách thiết yếu để phát triển tài năng và khai phá sự sáng tạo và tiềm năng của mỗi người. Ông lặp đi lặp lại rằng sự khác biệt quan trọng hơn sự đồng nhất và trì trệ.

#### Nguyên tắc gây hại
Mill tin rằng tự do ngôn luận sẽ phát triển xã hội dựa trên niềm tim rằng cộng đồng có khả năng chọn lọc. Nếu một lí lẽ là sai hoặc gây hại, cộng đồng sẽ đánh giá nó là sai hoặc gây hại, rồi những lí lẽ đó phải bị loại bỏ. Mill lí luận rằng kể cả những lí lẽ dùng để biện mình cho tội giết người hay lật đổ chính quyền cũng không đáng bị đàn áp chính trị hay bị bức hại. Theo ông, nếu nổi loạn là thực sự cần thiết, người ta nên nổi loạn; nếu giết người là cần thiết thì nên như vậy. Nhưng những lí lẽ ấy cần được trình bày công khai hoặc qua ghi chép chứ không theo cách gây hại cho người khác. Đó là nguyên tắc gây hại.
Mục đích duy nhất mà quyền lực đúng đắn được thực thi đối với bất kỳ thành viên trong xã hội văn minh nào, trái với ý người đó, là để tránh gây hại cho người khác.
Vào đầu thế kỉ 20, Thẩm phán Oliver Wendell Holmes Jr. tạo nên tiêu chuẩn về "mối nguy hiểm rõ ràng và hiện hữu" dựa trên ý tưởng của Mill. Theo ý kiến đa số, Holmes viết:
"Vấn đề trong từng trường hợp là liệu ngôn từ được sử dụng trong trường hợp của vụ việc về bản chất có tạo ra một mối nguy hiểm rõ ràng và thường trực vốn sẽ gây ra tai ương lớn mà Hạ viện có quyền ngăn chặn hay không."
Holmes gợi ý rằng việc hô to "Cháy!" trong một nhà hát tối, làm cho mọi người hoảng sợ và bị thương, là trường hợp ngôn từ tạo ra mối nguy hại bất hợp pháp. Nhưng nếu hoàn cảnh cho phép người ta lí luận và quyết định có chấp nhận điều này hay không, mọi lí lẽ hay thần học đều không bị cản trở.
Ngày nay, lí luận của Mill được chấp nhận rộng rãi ở các nước dân chủ, nơi có nhiều luật dựa trên nguyên tắc gây hại. Ví dụ, một số ngoại lệ trong luật nước Mỹ giới hạn tự do ngôn luận như khiêu dâm, phỉ báng, gây hấn và "từ ngữ bạo lực".

### Chủ nghĩa thực dân
Mill Làm việc cho Công ty Đông Ấn Anh từ 1823 đến 1858, và biện hộ cho các chế độ thực dân là "chuyên chế nhân từ" liên quan đến các thuộc địa. Theo Mill, "giả sử rằng một hệ thông lệ quốc tế cùng những quy luật đạo đức quốc tế, đã đạt được giữa các quốc gia văn minh, sẽ đạt được giữa nước văn minh với người man di, là sai lầm chết người…Dùng bất kỳ tiêu chuẩn nào để đánh giá một người man di là vi phạm luật lệ của quốc gia chỉ cho thấy rằng người nói vậy chưa hề tìm hiểu về việc này." 

### Chế độ nô lệ
Năm 1850, Mill gửi một thư nặc danh (sau này được biết đến trong cuốn "The Negro Question"), để bác bỏ thư nặc danh biện hộ cho chế độ nô lệ mà Thomas Carlyle gửi tới Tạp chí Fraser. Mill ủng hộ bãi bỏ chế độ này tại Mỹ.
Trong bài luận "The Subjection of Women" (Sự nô dịch phụ nữ) viết năm 1869, Mill thể hiện sự phản đối với chế độ nô lệ:
Đây là trường hợp hoàn toàn cực đoan trong luật, bị lên án bởi cả những người có thể chấp nhận gần như mọi hình thức quyền lực tùy tiện, khiến những người vô tư khác bất bình, từng là luật của nước Anh Công giáo văn minh mà những người còn sống nhớ được: và một nửa số người Mỹ Angle-Saxon trong 3 – 4 năm qua, chế độ nộ lệ không chỉ tồn tại, mà có cả buôn bán nô lệ, người ta nuôi nô lệ chỉ để bán, đã trở nên phổ biến giữa các bang có nô lệ. Nhưng không chỉ có một khối phẫn nỗ dành cho nó, ít nhất ở Anh, tình cảm và mối quan tâm cho việc này ít hơn, hơn bất kỳ sự lạm quyền truyền thống nào: vì động cơ của chế độ nô lệ là sự đam mê của cảiđơn thuần và chẳng cần che giấu: và người được lợi từ đó chỉ chiếm số lượng rất nhỏ, trong khi người không được lợi từ việc này thì tỏ rõ sự ghê tởm.

### Nữ quyền

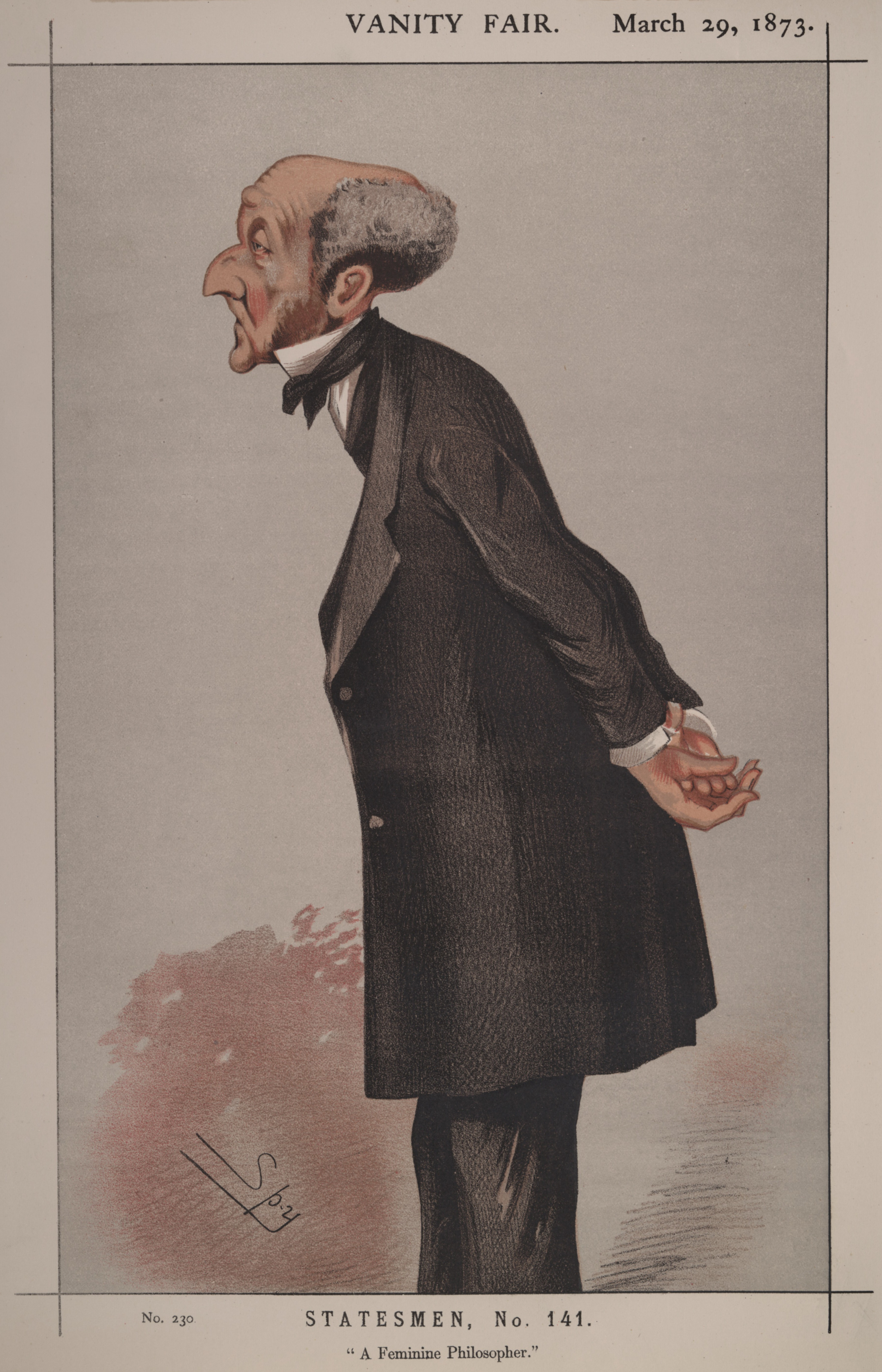
"Một triết gia nữ quyền". Tranh biếm họa của Spy trưng bày tại Vanity Fair năm 1873.

Ông phản đối những lời lí luận cho rằng mối quan hệ giữa các giới chỉ được coi là "phụ thuộc pháp lý của giới này vào giới kia – [mà] tự thân là sai trái, giờ trở thành một trong những trở ngại lớn nhất cho tiến bộ của nhân loại; và điều đó phải thay thế bởi một nguyên tắc công bằng toàn vẹn." Với tuyên bố này, có thể coi Mill là một trong những quý ông đầu tiên đề xướng công bằng giới tính. Cuốn sách The Subjection of Women (viết năm 1861, xuất bản năm 1869) là một trong những tài liệu đầu tiên về chủ đề này viết bởi tác gia nam giới. Trong đó, Mill đã cố tạo ra sự công bằng toàn vẹn. Ông bàn về vai trò của phụ nữ trong hôn nhân, và những thay đổi cần có. Mill bình luận về ba khía cạnh chính trong đời sống đang cản trở người phụ nữ: xã hội và xây dựng giới tính, giáo dục, và hôn nhân. Ông cho rằng sự áp đặt đối với phụ nữ là một trong số di sản từ thời tiền sử, một loạt những định kiến gây ảnh hưởng nghiêm trọng tới tiến trình phát triển của nhân loại.
Tại Quốc hội Mill đề xướng sửa đổi Luật Cải cách thay chữ "anh ta" bằng "người" nhưng không thành công.

### Chủ nghĩa công lợi
Cuốn Utilitarianism (Chủ nghĩa công lợi) là tuyên ngôn chính của Mill về chủ nghĩa này. Dù triết lý này có 1 truyền thống lâu đời, những đóng góp của Mill có ảnh hưởng chính từ Jeremy Bentham và cha ông, James Mill. Công thức chủ nghĩa công lợi nổi tiếng của Jeremy Bentham còn được gọi là "nguyên tắc hạnh phúc lớn nhất". Nó có nghĩa rằng mỗi người phải luôn hành động, một cách hợp lí, sao để tạo ra nhiều hạnh phúc nhất có thể cho chúng sinh. Cùng định hướng đó, Mill đưa ra phương thức xác định mức hữu ích tối đa là khi chủ thể đạo đức, được lựa chọn giữa nhiều hành động, sẽ chọn hành động mang lại lợi ích nhiều nhất (tối đa hóa) cho tất cả. Trong phạm vi này, hạnh phúc được hiểu là sinh ra sự thỏa mãn hoặc làm dịu nỗi đau. Cho rằng việc xác định hành động hữu ích nhất không phải lúc nào cũng dễ thấy, Mill quy định chủ thể đạo đức vị lợi, khi đánh giá lợi ích của mỗi hành động, cần xem xét cảm nhận chung của xã hội. Nghĩa là, nếu người ta thường cảm thấy hạnh phúc với hành động X hơn hành động Y, người vị lợi nên kết luận rằng hành động X tạo ra nhiều lợi ích hơn, và được ưu tiên hơn hành động Y.
Chủ nghĩa công lợi ( hay Chủ nghĩa vị lợi) được xây dựng trên nền tảng Hệ quả luận, phương pháp đánh giá dựa hoàn toàn trên kết quả của hành động cụ thể. Muc tiêu tổng thể của Chủ nghĩa vị lợi – hệ quả lí tưởng – là đạt được "lợi ích lớn nhất cho nhiều người nhất từ kết quả của một hành động."  Mill ghi rõ trong các nghiên cứu về Chủ nghĩa vị lợi rằng "hạnh phúc là mục đích của hành động."  Tuyên bố này gây tranh cãi. Vì vậy sau đó Mill tiến xa hơn, đưa ra giải thích về bản chất ham muốn hạnh phúc của con người, và "đón nhận nó như điều hợp lí dưới sự tự do cân nhắc", rằng hạnh phúc là mong muốn thực sự. Nói cách khác, tự do sẽ hướng con người thực hiện hành động có lợi cho họ, trừ khi điều đó mang lại lợi ích cho người khác, mà trong cả hai trường hợp, lợi ích tối đa vẫn được bảo đảm. Với nghĩa đó, chủ nghĩa vị lợi của Mill là cách sống chuẩn mực mà ông tin rằng những người chưa được giáo dục theo khuynh hướng đạo đức trái ngược nào sẽ chủ động và tự nhiên lựa chọn khi đối mặt với hoàn cảnh quyết định. Chủ nghĩa vị lợi được một số nhà hoạt động coi là tiên tiến và bao trùm hơn lí thuyết đạo đức về lòng tốt của Kant, và cũng không chỉ là quá trình nhận thức mặc định của loài người. Dù có thể Kant sẽ nói rằng lí lẽ chỉ được dùng đúng khi có đạo đức, Mill sẽ trả lời rằng cách duy nhất để tạo nên các hệ thống và luật pháp công bằng toàn vệ là phải đi thẳng vào hệ quả, khi đó lí thuyết đạo đức của Kant hóa ra lại dựa trên mục tiêu cuối cùng – vị lợi. Theo logic này, cách duy nhất để phân biệt lí lẽ đúng là nhìn thẳng vào hậu quả của hành động và đánh giá tốt – xấu, kể cả trên bề mặt, lí luận đạo đức cho thấy chiều hướng suy nghĩ khác.
Đóng góp chính của Mill cho chủ nghĩa vị lợi là biện luận phân chia thỏa mãn định tính. Bentham coi mọi dạng hạnh phúc đều như nhau, trong khi Mill cho rằng thỏa mãn tinh thần và đạo đức (thỏa mãn cao cấp) là vượt trội so với dạng thể chất (thỏa mãn cấp thấp). Mill phân biệt và đánh giá hạnh phúc mang giá trị cao hơn sự vừa ý, điều được hóm hỉnh mô tả trong câu "thà là người thiếu thốn còn hơn là một con heo no ấm, thà là Socrates u buồn còn hơn là kẻ ngốc cười vui. Và nếu kẻ ngốc, hoặc con heo, có nghĩ khác, đó là do họ (chúng) chỉ nhận biết được một vế mà thôi."
Mill định nghĩa sự khác biệt cao – thấp giữa các dạng thỏa mãn theo nguyên tắc "ưa chuộng hơn"của những người đã trải qua cả hai dạng. Điều này có vẻ là trái ngược với lí luận của Bentham, rằng "Lượng thỏa mãn là như nhau giữa thưởng thức thơ ca cũng như việc push-in mà thôi", theo đó, nếu một trò chơi trẻ con đơn giản như nhảy lò cò mang lại thỏa mãn lớn hơn cho nhiều người hơn một buổi diễn tại nhà hát, thì xã hội cần chú trọng tuyên truyền chơi nhảy lò cò hơn hoạt động nhà hát. Mill lí luận rằng "thỏa mãn giản đơn" có xu hướng được những người chưa từng biết đến nghệ thuật đỉnh cao ưa chuộng, họ không đủ tư cách phán xét. Mill lập luận rằng, rằng một số người, ví dụ như các nhà quý tộc hoặc người nghiên cứu triết học mang lại lợi ích cho xã hội nhiều hơn những người chỉ thực hiện các hoạt động vì sự hưởng thụ cá nhân, vốn là dạng thỏa mãn thấp hơn. Vấn đề không phải là sự thỏa mãn tối đa của chủ thể, "mà là tất cả lượng thỏa mãn gộp lại".
Mill giải thích Chủ nghĩa vị lợi theo năm phần: Phê bình chung, Chủ nghĩa vị lợi là gì, Về Tiêu chuẩn Tối thượng của Nguyên tắc lợi ích, Về các bằng chứng chống lại Chủ nghĩa thực dụng, Mối liên hệ giữa Công lí và Lợi ích. Trong phần Phê bình chung, ông bày tỏ rằng gần như chưa có gì tiến triển trong cách đánh giá đúng – sai về đạo đức và liệu có tồn tại một bản năng đạo đức không (mà chính ông cho rằng không có). Nhưng ông đồng tình rằng nói chung "Năng lực đạo đức của chúng ta, theo tất cả những nhà truyền đạt mà ta đặt tên là nhà tư tưởng, chỉ cho ta những nguyên tắc đánh giá đạo đức chung". Trong Chương thứ hai, ông tập trung chính vào Chủ nghĩa vị lợi. Ông trích dẫn Chủ nghĩa này là "Nguyên tắc hạnh phúc tối đa". Và định nghĩa thuyết này là sự thỏa mãn và vô ưu là điều tất yếu duy nhất trên đời, rồi mở rộng từ đó rằng "hành động là đúng nếu nó làm tăng hạnh phúc, là sai nếu nó làm bớt hạnh phúc. Vì hạnh phúc là sự thỏa mãn chủ tâm, không còn đau đớn; còn bất hạnh, là đau đớn, là thiếu thốn hạnh phúc."  Ông nhìn điều đó không phải dưới góc độ con vật, và ông tìm kiếm thỏa mãn dựa trên các phương tiện cao cấp. Trong chương này, ông cũng tuyên bố rằng nguyên tắc hạnh phúc không dựa trên cá nhân mà phần lớn là dựa trên cộng đồng.
Ở chương tiếp theo, ông tập trung vào các chi tiết của Chủ nghĩa vị lợi khi viết về những chấp thuận cho một người. Ông đề cập rằng mỗi người có hai loại chấp thuận: chấp thuận nội tâm và chấp thuận xã hội. theo Mill, chấp thuận nội tâm là "cảm xúc trong tâm trí; nỗi đau, ít hay nhiều căng thẳng, tham gia phạm pháp, vun đắp bản chất đạo đức, trong các trường hợp nghiêm trọng, chìm đắm vào đó như là bất khả kháng."  Ngắn gọn, ông giải thích rằng chấp thuận nội tâm chính là lương tâm của ta. Chấp thuận xã hội là "mong được đủ đầy và lo sợ thiếu thốn, từ những đồng loại của ta hay từ Đấng Sáng Thế." Tuyên ngôn này cho thấy chấp thuận xã hội gần như là một dạng kính Chúa. Mill đề cập các chấp thuận vì chấp thuận nội tâm nắm bắt được khái niệm Chủ nghĩa vị lợi và là điều làm cho người ta thừa nhận Chủ nghĩa vị lợi.
Ở chương thứ tư, Mill bàn về những ảnh hưởng của Tính vị lợi. Khởi đầu chương là thừa nhận toàn bộ kết luận của ông không thể bảo vệ bởi lí luận. Điều duy nhất cho thấy bằng chứng của sự thỏa mãn là có người cảm thấy thỏa mãn với điều đó. Tiếp đến, ông bàn về cách mà đạo đức là con đường duy nhất để đạt được hạnh phúc. Chủ nghĩa vị lợi cũng mang lại lợi ích đức hạnh, "đức hạnh không chỉ là mong muốn, đó còn là khát khao không vụ lợi, vì chính nó."  Trong chương cuối, Mill bàn về mối liên hệ giữa Chủ nghĩa vị lợi và công lí. Ông chăm chú vào câu hỏi liệu công lí có tách biệt với Tính vị lợi hay không. Sau khi lí luận theo nhiều cách, ông kết luận rằng trong một số trường hợp, công lí là cần thiết cho Tính vị lợi, ngoài ra, trách nhiệm xã hội quan trọng hơn công lí nhiều. Mill tin rằng "công lí phải mở đường cho nguyên tắc đạo đức nào khác, nhưng chỉ áp dụng phổ biến, theo nguyên do của nguyên tắc đó, chứ không dành cho trường hợp cụ thể." 
Đánh giá định tính về hạnh phúc mà Mill ủng hộ làm sáng tỏ đánh giá của ông trong Bàn về tự do. Trong cuốn sách đó, Mill đề xướng rằng tính vị lợi hình thành trong mối quan hệ với loài người "như là loài phát triển", bao gồm sự phát triển và thực hành năng lực lí luận khi con người cố gắng đạt đến "bậc sống cao hơn". Sự chối bỏ của kiểm duyệt và tính gia trưởng là nhằm cung cấp những điều kiện xã hội cần thiết để đạt được hiểu biết và năng lực tối đa cho số đông lớn nhất để phát triển và thực hành năng lực thảo luận và lí luận của họ.
Mill tái định nghĩa hạnh phúc là: "kết quả cuối cùng, xem xét cả những mong muốn khác (dù là mong muốn của chính bản thây hay của người khác) trong cuộc sống ít khổ đau và giàu niềm vui nhất có thể."  Ông tin tưởng mạnh mẽ rằng các quy luật đạo đức và trách nhiệm có thể thúc đẩy hạnh phúc, để tổng hợp lại thành một người đáng kính. Dù John Stuart Mill không đặt nặng luật lệ hay hành vi kiểu mẫu, ông là người chủ trương tối giản, điều mà "xác nhận rằng cần phải tối đa hóa hạnh phúc của số đông lớn nhất, không phải vì đạo đức đòi hỏi như vậy".
Lí luận của Mill tách biệt thỏa mãn cấp thấp và thỏa mãn cấp cao. Ông thường bàn về tầm quan trọng của thỏa mãn cấp cao. "Giả thiết rằng cuộc sống (như người ta nói" không có mục đích nào hơn là thỏa mãn – không có đối tượng thỏa mãn nào cao hơn hay tốt hơn và theo đuổi ham muốn một cách quỵ lụy và khốn khổ; là chủ nghĩa của kẻ bần tiện". Thỏa mãn cấp cao, với ông, là thỏa mãn gắn với năng lực và khả năng cao cấp của con người như giàu có về tri thức, còn thỏa mãn cấp thấp là nhất thời và gắn với thể xác. "Nhưng phải thừa nhận rằng khi những nhà văn vị lợi viết rằng thỏa mãn tinh thần là tốt hơn thể xác, họ chủ yếu dựa trên lí do rằng những thỏa mãn này bền vững, an toàn, rẻ tiền hơn v.v.. – cụ thể, trong điều kiện của họ hơn là bản chất thực sự."  Tất cả những yếu tố này góp phần vào định nghĩa của Mill về người theo chủ nghĩa vị lợi, và cho thấy vì sao nó khác biệt.

### Triết học kinh tế

Essays on economics and society, 1967

Triết học kinh tế ban đầu của Mill là về một trong những thị trường tự do. Dù vậy, ông chấp nhận những can thiệp kinh tế, như thuế rượu, nếu có nền tảng vị lợi đủ lớn. Ông cũng chấp nhận nguyên tắc can thiệp pháp lí vì phúc lợi động vật. Ban đầu Mill tin vào "tính công bằng của thuế" nghĩa là "tính công bằng cống hiến" và việc đánh thuế lũy tiến đối với người làm việc nhiều hơn và tích lũy nhiều hơn là "một dạng cướp ôn hòa".
Đối với thuế suất cố định, Mill tán thành việc đánh thuế tài sản thừa kế. Một xã hội của những người vị lợi sẽ tán đồng rằng mọi người phải bình đẳng như nhau. Do đó, tài sản thừa kế sẽ tạo lợi thế xã hội cho một người trừ khi bị đánh thuế. Người làm từ thiện nên cân nhắc lựa chọn kĩ nơi gửi tiền – những tổ chức từ thiện xứng đáng hơn. Giả định rằng mô hình quản lý công như nhà nước sẽ giải ngân tiền đồng đều. Nhưng mô hình quản lý từ thiện tư như nhà thờ sẽ giải ngân công bằng hơn cho những người cần giúp đỡ hơn. 
Về sau, ông thay đổi quan điểm theo hướng chủ nghĩa xã hội, viết thêm nhiều chương bổ sung vào cuốn Principles of Political Economy để bảo vệ tư tưởng này và một số căn nguyên của chủ nghĩa xã hội khác. Trong lần sửa đổi này, ông đưa ra một đề xướng đột phá là thay hệ thống tiền lương toàn phần bằng hệ thống tiền lương hợp tác. Một số quan điểm về thuế suất cố định vẫn giữ nguyên, dù có thay đổi trong lần tái bản thứ ba của cuốn Principles of Political Economy để phản ánh sự quan tâm tách biệt các hạn chế trên thu nhập "không kiếm được", mà ông quan tâm, với thu nhập "kiếm được".
Cuốn Các Nguyên tắc của Mill, xuất bản lần đầu năm 1848, là một trong những cuốn sách được đọc nhiều nhất thời kì này. Tương tự như cuốn Sự giàu có của các quốc gia của Adam Smith ở thời kì trước, Các Nguyên tắc của Mill thống trị các ngành kinh tế. Riêng với Đại học Oxford, cuốn sách này là sách giáo khoa cho đến năm 1919, khi được thay thế bởi Các nguyên lý của kinh tế học của Marshall.

#### Kinh tế học dân chủ
Một hình thái hợp tác, nếu như loài người tiếp tục phát triển, chắc chắn cuối cùng sẽ chiếm ưu thế, đó không phải là cái tồn tại giữa nhà tư bản làm người chủ, và công nhân yếu thế làm cấp quản lý, mà là hợp tác giữa người lao động với nhau một cách công bằng, tập thể sở hữu tài sản trong hoạt động sản xuất, và làm việc dưới quyền những nhà quản lý do chính họ bầu lên và phế truất.

#### Dân chủ chính trị
Công trình lớn của Mill về dân chủ chính trị, Considerations on Representative Government, bảo vệ hai nguyên tắc cơ bản: sự đóng góp rộng rãi của người dân và minh bạch quyền lực của nhà cầm quyền. Hai giá trị này hiển nhiên đối lập nhau, một số người coi ông là nhà dân chủ đại diện, số khác cho rằng ông là nhà dân chủ trực tiếp thời kì đầu. Ông đã có vẻ như bảo vệ quyền bỏ phiếu nhiều lần, nghĩa là một số người có nhiều phiếu hơn người khác (dù sau này ông chối bỏ). Nhưng trong chương 3, ông đưa ra những trường hợp hùng hồn nhất về giá trị khi toàn thể người dân tham gia chính trị. Ông tin rằng sự yếu thế của số đông có thể dần loại bỏ nếu người dân được trao quyền trong chính trị nhất là ở cấp địa phương.
Mill là một trong số ít nhà triết học đã từng tham gia vào chính phủ thông qua bầu cử. Trong ba năm làm Đại biểu, ông sẵn lòng thỏa hiệp hơn những gì người ta nghĩ khi đọc các nguyên tắc cấp tiến của ông.

#### Môi trường
Mill thể hiện nhận thức rất sớm về giá trị của thế giới tự nhiên – cụ thể, trong Tập IV, chương VI bộ Các nguyên lí Kinh tế chính trị: "Về trạng thái dừng", Mill nhận ra sự giàu có ngoài vật chất và cho rằng kết quả hợp lí của tăng trưởng vô hạn là sự phá hủy môi trường và giảm chất lượng sống. Ông kết luận trạng thái dừng có lợi hơn tăng trưởng vô hạn: "Do vậy, tôi không thể nhìn trạng thái dừng của tư bản và tài sản với con mắt ác cảm quá phổ biến của những nhà kinh tế chính trị cổ điển.Nếu quả đất phải đánh đổi nhiều phần thú vị như thế cho những thứ mà tăng trưởng tài sản và dân số vô hạn sẽ hút cạn nó, chỉ để làm cho nó cung phụng nhiều, nhưng không tốt hơn và hạnh phúc hơn, người dân, tôi tin chắc rằng, vì sự thịnh vượng, họ sẽ vui lòng dừng lại trước khi bị buộc phải làm thế."

#### Phát triển kinh tế
Mill coi phát triển kinh tế là chức năng của đất đai, nhân lực và vốn. Trong khi đất đai và nhân lực là hai yếu tố sản xuất cơ bản, vốn là "phần tích lũy, trích từ sản phẩm của lao động trước đó." Chỉ có thể gia tăng tài sản nếu đất đai và vốn giúp tăng sản xuất nhanh hơn lực lượng lao động. Lao động năng suất là năng suất của tài sản và vốn cộng lại. "Tốc độ tích lũy vốn tỉ lệ với lao động làm việc năng suất. Lợi nhuận thu được từ việc sử dụng lao động không năng suất chỉ là thu nhập chuyển sang; lao động không năng suất không tạo ra tài sản hay thu nhập". Người lao động năng suất tạo ra tiêu thụ năng suất. Tiêu thụ năng suất là "cái duy trì và gia tăng năng lực năng suất của xã hội." Điều này hàm ý rằng tiêu thụ năng suất là đầu vào cần thiết để duy trì lao động năng suất.

#### Kiểm soát gia tăng dân số
Mill ủng hộ Mô hình phát triển Malthus. Nhưng ông chỉ tính giai cấp lao động vào dân số, do đó, ông chỉ quan tâm đến sự gia tăng số lượng lao động làm thuê. Ông tin rằng kiểm soát dân số là cốt lõi để cải thiện tình trạng của giai cấp lao động, giúp họ được hưởng thành quả phát triển công nghệ và tích lũy tài sản. Mill cổ xúy kiểm soát sinh đẻ. Năm 1823, Mill và một người bạn bị bắt khi đang phát tờ rơi về kiểm soát sinh đẻ của Francis Place cho phụ nữ ở các khu vực lao động..

#### Quỹ tiền lương
Theo Mill, nguồn cung nhân lực rất nhạy cảm với tiền lương. Tiền lương thường vượt quá mức sinh hoạt phí tối thiểu, và được trả bằng tiền vốn. Do đó, tiền lương hạn chế bởi lượng vốn dành để trả lương. Tiền lương công nhân được tính bằng tổng vốn lưu động chia cho số lượng lao động. Tiền lương tăng khi quỹ lương tăng, hoặc giảm khi số nhân công tăng. Khi tăng lương, nguồn cung lao động sẽ tăng. Cạnh tranh giữa các nhân công không chỉ làm giảm lương, mà còn làm một số nhân công mất việc. Mill lưu ý rằng "nhu cầu hàng hóa không phải là nhu cầu lao động". Nghĩa là nguồn thu chi cho việc tăng lương, không phải hàng tiêu dùng, sẽ tạo ra việc làm. Gia tăng tiêu thụ sẽ làm giảm đầu tư. Do đó, gia tăng đầu tư sẽ dẫn đến gia tăng quỹ lương và thúc đẩy kinh tế.
Năm 1869, Mill tiếp tục ủng hộ Học thuyết Quỹ lương do nhận thức rằng tiền vốn không nhất thiết phải cố định tại nơi mà nó được bổ sung qua "thu nhập của chủ lao động nếu không tích lũy hoặc chi dùng."  Francis Amasa Walker cũng đề cập trong "The Wages Question" rằng giới hạn tiền vốn và tăng trưởng dân số "là bất thường, không phải cốt yếu" trong hình thành học thuyết. Giới hạn trong tăng trưởng năng lực công nghiệp đặt ra giới hạn về số nhân công có chỗ ở hơn là giới hạn tiền vốn. Hơn nữa, nền nông nghiệp nước Anh "đã đạt tới điểm lợi nhuận giảm dần.";  do vậy, mỗi lao động sẽ không tạo ra đủ sản phẩm anh ta cần để sinh sống. Đối với những cải tiến về công nghệ và năng suất từ sau 1848, những lí luận ban đầu của học thuyết trở nên bất hợp lí và không phải là quy luật tổng quát.

#### Tốc độ tích lũy vốn
Theo Mill, tốc độ tích lũy vốn phụ thuộc: (1) "kích thước quỹ tiết kiệm khả thi" hoặc "khối lượng sản phẩm ròng của nền công nghiệp", và (2) "phân bổ cho tiết kiệm". Vốn là kết quả tiết kiệm, và tiết kiệm có từ "việc hạn chế tiêu thụ hiện tại để dành cho tương lai". Dù vốn là kết quả tiết kiệm, nó vẫn được tiêu dùng. Nghĩa là tiết kiệm là chi tiêu. Vì tiết kiệm phụ thuộc vào sản lượng ròng của nền công nghiệp, nó tăng theo lợi nhuận và chi phí thuê tư liệu sản xuất. Mặt khác, chi tiêu tiền tiết kiệm phụ thuộc vào (1) tốc độ tăng lợi nhuận và (2) mong muốn tiết kiệm, hay như Mill nói, "nhu cầu tích lũy hiệu quả". Dù vậy, lợi nhuận cũng phụ thuộc vào chi phí lao động, và tốc độ lợi nhuận tỉ lệ với lợi nhuận trên tiền lương. Khi lợi nhuận tăng hay tiền lương giảm, tốc độ lợi nhuận tăng lên, nhờ đó tốc độ tích lũy vốn tăng. Tương tự, nhu cầu tiết kiệm lớn hơn cũng làm tăng tốc độ tích lũy vốn.

#### Tốc độ lợi nhuận
Theo Mill, xu hướng cuối cùng của nền kinh tế là tỉ lệ lợi nhuận giảm do lợi nhuận giảm dần trong nông nghiệp và gia tăng dân số, theo công thức Malthus 

## Trong văn hóa đại chúng

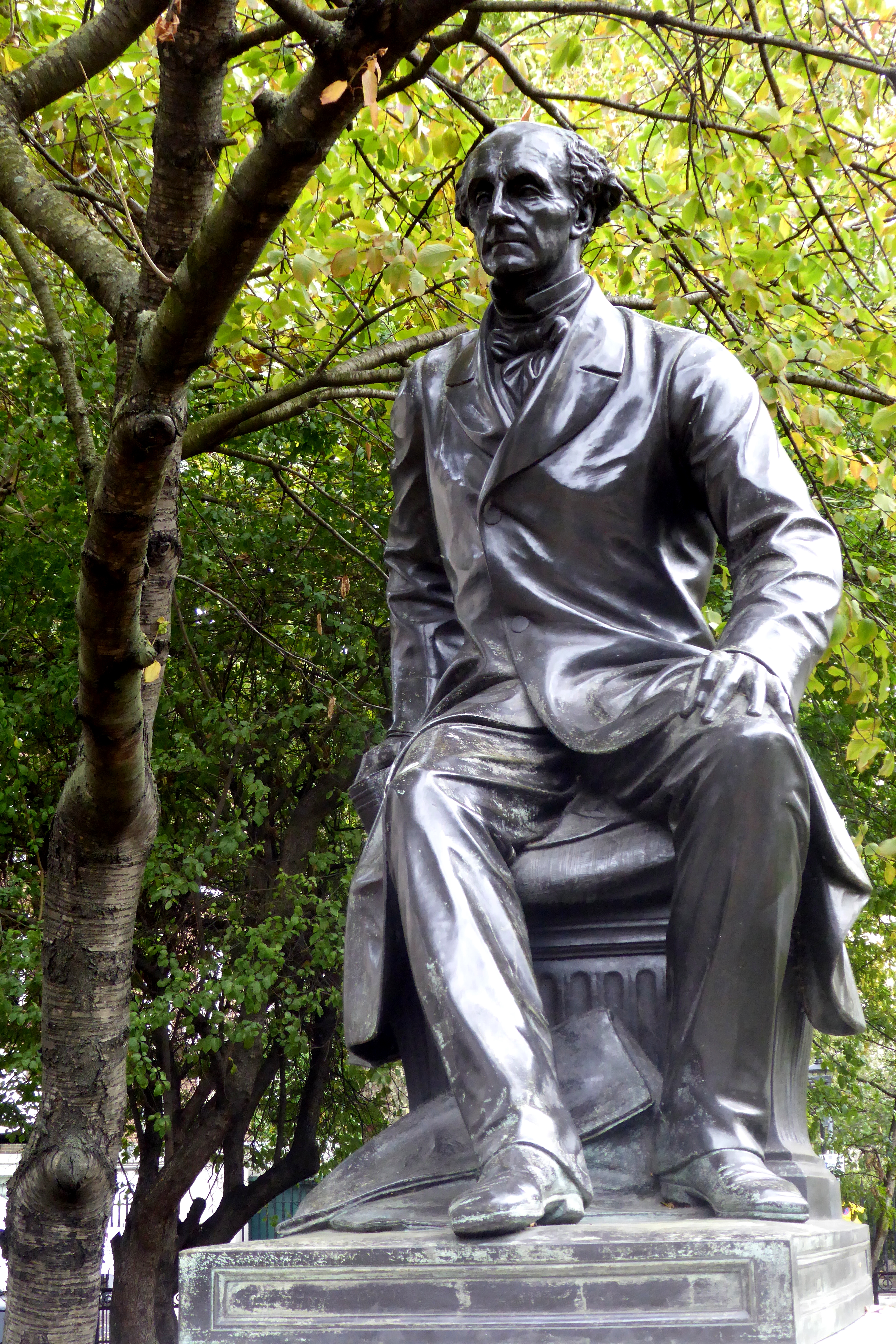
Statue of Mill near Victoria Embankment in London

- Mill là chủ đề của một bài thơ clerihew sáng tác bởi E. C. Bentley:[82]

John Stuart Mill,

By a mighty effort of will,

Overcame his natural bonhomie

And wrote Principles of Political Economy.

## Các tác phẩm chính
| Title                                                                                     | Date       | Source                 |
| ----------------------------------------------------------------------------------------- | ---------- | ---------------------- |
| "Two Letters on the Measure of Value"                                                     | 1822       | "The Traveller"        |
| "Questions of Population"                                                                 | 1823       | "Black Dwarf"          |
| "War Expenditure"                                                                         | 1824       | Westminster Review     |
| "Quarterly Review – Political Economy"                                                    | 1825       | Westminster Review     |
| "Review of Miss Martineau's Tales"                                                        | 1830       | Examiner               |
| "The Spirit of the Age"                                                                   | 1831       | Examiner               |
| "Use and Abuse of Political Terms"                                                        | 1832       |                        |
| "What is Poetry"                                                                          | 1833, 1859 |                        |
| "Rationale of Representation"                                                             | 1835       |                        |
| "De Tocqueville on Democracy in America [i]"                                              | 1835       |                        |
| "State of Society In America"                                                             | 1836       |                        |
| "Civilization"                                                                            | 1836       |                        |
| "Essay on Bentham"                                                                        | 1838       |                        |
| "Essay on Coleridge"                                                                      | 1840       |                        |
| "Essays On Government"                                                                    | 1840       |                        |
| "De Tocqueville on Democracy in America [ii]"                                             | 1840       |                        |
| A System of Logic                                                                         | 1843       |                        |
| Essays on Some Unsettled Questions of Political Economy                                   | 1844       |                        |
| "Claims of Labour"                                                                        | 1845       | Edinburgh Review       |
| The Principles of Political Economy: with some of their applications to social philosophy | 1848       |                        |
| "The Negro Question"                                                                      | 1850       | Fraser's Magazine      |
| "Reform of the Civil Service"                                                             | 1854       |                        |
| Dissertations and Discussions                                                             | 1859       |                        |
| A Few Words on Non-intervention                                                           | 1859       |                        |
| On Liberty                                                                                | 1859       |                        |
| 'Thoughts on Parliamentary Reform                                                         | 1859       |                        |
| Considerations on Representative Government                                               | 1861       |                        |
| "Centralisation"                                                                          | 1862       | Edinburgh Review       |
| "The Contest in America"                                                                  | 1862       | Harper's Magazine      |
| Utilitarianism                                                                            | 1863       |                        |
| An Examination of Sir William Hamilton's Philosophy                                       | 1865       |                        |
| Auguste Comte and Positivism                                                              | 1865       |                        |
| Inaugural Address at St. Andrews Concerning the value of culture                          | 1867       |                        |
| "Speech In Favour of Capital Punishment"                                                  | 1868       |                        |
| England and Ireland                                                                       | 1868       |                        |
| "Thornton on Labour and its Claims"                                                       | 1869       | Fortnightly Review     |
| The Subjection of Women                                                                   | 1869       |                        |
| Chapters and Speeches on the Irish Land Question                                          | 1870       |                        |
| Nature, the Utility of Religion, and Theism                                               | 1874       |                        |
| Autobiography                                                                             | 1873       |                        |
| Three Essays on Religion                                                                  | 1874       |                        |
| Socialism                                                                                 | 1879       | Belfords, Clarke & Co. |
| "Notes on N. W. Senior's Political Economy"                                               | 1945       | Economica N.S. 12      |

## Các bài viết liên quan
- John Stuart Mill Institute
- Mill's methods
- John Stuart Mill Library
- List of liberal theorists
- On Social Freedom
- Women's suffrage in the United Kingdom

## Dẫn nguồn
- Duncan Bell, "John Stuart Mill on Colonies," Political Theory, Vol. 38 (February 2010), pp. 34–64.
- Brink, David O. (1992). "Mill's Deliberative Utilitarianism". Philosophy and Public Affairs. Quyển 21. tr. 67–103.
- Clifford G. Christians and John C. Merrill (eds) Ethical Communication: Five Moral Stances in Human Dialogue, Columbia, MO: University of Missouri Press, 2009
- Fitzpatrick, J. R. (2006). John Stuart Mill's Political Philosophy. Continuum Studies in British Philosophy. Bloomsbury Publishing. ISBN 978-1847143440.
- George, Roger Z.; Kline, Robert D. (2006). Intelligence and the national security strategist: enduring issues and challenges. Rowman & Littlefield. ISBN 978-0742540385.
- Adam Gopnik, "Right Again, The passions of John Stuart Mill," The New Yorker, ngày 6 tháng 10 năm 2008.
- Harrington, Jack (2010). Sir John Malcolm and the Creation of British India, Ch. 5. New York: Palgrave Macmillan. ISBN 978-0230108851.
- Sterling Harwood, "Eleven Objections to Utilitarianism," in Louis P. Pojman, ed., Moral Philosophy: A Reader (Indianapolis, IN: Hackett Publishing Co., 1998), and in Sterling Harwood, ed., Business as Ethical and Business as Usual (Belmont, CA: Wadsworth Publishing Co., 1996), Chapter 7, and in  Lưu trữ ngày 18 tháng 2 năm 2021 tại Wayback Machine www.sterlingharwood.com.
- Samuel Hollander, The Economics of John Stuart Mill (University of Toronto Press, 1985)
- Wendy Kolmar and Frances Bartowski. Feminist Theory. 2nd ed. New York: Mc Graw Hill, 2005.
- Shirley Letwin, The Pursuit of Certainty (Cambridge University Press, 1965). ISBN 978-0865971943
- Michael St. John Packe, The Life of John Stuart Mill, Macmillan (1952).
- Carole Pateman, Participation and Democratic Theory (Cambridge University Press, 1970). ISBN 978-0521290043
- Richard Reeves, John Stuart Mill: Victorian Firebrand, Atlantic Books (2007), paperback 2008. ISBN 978-1843546443
- Robinson, Dave & Groves, Judy (2003). Introducing Political Philosophy. Icon Books. ISBN 184046450X.
- Frederick Rosen, Classical Utilitarianism from Hume to Mill (Routledge Studies in Ethics & Moral Theory), 2003. ISBN 0415220947
- Spiegel, H. W. (1991). The Growth of Economic Thought. Economic history. Duke University Press. ISBN 978-0822309734.
- Strasser, Mark Philip (1991). The Moral Philosophy of John Stuart Mill: Toward Modifications of Contemporary Utilitarianism. Wakefield, New Hampshire: Longwood Academic. ISBN 978-0893416812.
- Chin Liew Ten, Mill on Liberty, Clarendon Press, Oxford, 1980, full-text online at Contents Victorianweb.org (National University of Singapore)
- Dennis Thompson, John Stuart Mill and Representative Government (Princeton University Press, 1976). ISBN 978-0691021874
- Dennis Thompson, "Mill in Parliament: When Should a Philosopher Compromise?" in J. S. Mill's Political Thought, eds. N. Urbinati and A. Zakaras (Cambridge University Press, 2007). ISBN 978-0521677561

- Brink, David, "Mill's Moral and Political Philosophy", The Stanford Encyclopedia of Philosophy (Winter 2016 Edition), Edward N. Zalta (ed.)
- Stuart Mill, Collected Works of John Stuart Mill, ed. J. M. Robson (Toronto: University of Toronto Press, London: Routledge and Kegan Paul, 1963–1991), 33 vols. 3/14/2017.
- Walker, Francis Amasa (1876). The Wages Question: A Treatise on Wages and the Wages Class. Henry Holt.

### Công việc của Mill
- A System of Logic, University Press of the Pacific, Honolulu, 2002, ISBN 1410202526
- Các tác phẩm của John Stuart Mill tại Dự án Gutenberg
- Các tác phẩm của hoặc nói về John Stuart Mill tại Internet Archive
- Tác phẩm của John Stuart Mill trên  LibriVox (sách audio thuộc phạm vi công cộng)
- The Online Books Page lists works on various sites
- Works Lưu trữ ngày 24 tháng 10 năm 2011 tại Wayback Machine, readable and downloadable
- Primary and secondary works
- More easily readable versions of On Liberty, Utilitarianism, Three Essays on Religion, The Subjection of Women, A System of Logic, and Autobiography
- Of the Composition of Causes Lưu trữ ngày 6 tháng 10 năm 2011 tại Wayback Machine, Chapter VI of System of Logic (1859)
- John Stuart Mill's diary of a walking tour at Mount Holyoke College Lưu trữ ngày 3 tháng 12 năm 2013 tại Wayback Machine

### Secondary works
- Macleod, Christopher. "John Stuart Mill". Trong Zalta, Edward N. (biên tập). Stanford Encyclopedia of Philosophy (bằng tiếng Anh).
- John Stuart Mill in the Internet Encyclopedia of Philosophy
- Bendle, Mervyn F. (tháng 12 năm 2009). "On liberty: Isaiah Berlin, John Stuart Mill and the ends of life". Quadrant. Quyển 53 số 12. tr. 36–43. Truy cập ngày 8 tháng 8 năm 2011.

### Further information
- Catalogue of Mill's correspondence and papers held at the Archives Division of the London School of Economics. View the Archives Catalogue of the contents of this important holding, which also includes letters of James Mill and Helen Taylor.
- John Stuart Mill's library Lưu trữ ngày 24 tháng 7 năm 2016 tại Wayback Machine, Somerville College Library in Oxford holds ≈ 1700 volumes owned by John Stuart Mill and his father James Mill, many containing their marginalia
- "John Stuart Mill (Obituary Notice, Tuesday, ngày 4 tháng 11 năm 1873)". Eminent Persons: Biographies reprinted from The Times. Quyển I (1870–1875). Macmillan & Co. 1892. tr. 195–224. Truy cập ngày 28 tháng 2 năm 2019 – qua HathiTrust.
- John Stuart Mill tại Find a Grave
- Mill, BBC Radio 4 discussion with A. C. Grayling, Janet Radcliffe Richards & Alan Ryan (In Our Time, ngày 18 tháng 5 năm 2006)
- Chân dung của John Stuart Mill tại Phòng Trưng bày Chân dung Quốc gia, Luân Đôn
- John Stuart Mill Lưu trữ ngày 17 tháng 4 năm 2019 tại Wayback Machine on Google Scholar